# Tipuana tipu
Genre
Espèce
Classification phylogénétique
Tipuana tipu est une espèce de plantes à fleurs de la famille des Fabaceae de la sous-famille des Faboideae. C'est un arbre originaire d'Amérique du Sud.
C’est la seule espèce du genre Tipuana (genre monotypique).
Il est aussi appelé palo rosa, tipa ou Fierté de la Bolivie.
Bien que magnifique, cet arbre est envahissant dans certains pays comme l'Afrique du Sud. Il produit un grand nombre de graines, dont la plupart réussissent à germer et il peut résister à une très large étendue de conditions de croissance, supportant le froid jusqu'à -4 °C, les sols salés et la sécheresse.

## Répartition et habitat
Tipuana tipu est originaire d'Amérique du Sud, où il se trouve dans les régions tempérées et subtropicales, en particulier en Argentine, Bolivie, Brésil, Paraguay et Uruguay. Il a été introduit dans d'autres régions du monde pour son bois et son utilisation en tant qu'arbre d'ornement.

## Étymologie et noms vernaculaires
Le nom de Tipuana a été donné au genre par George Bentham en 1853. Il dérive de "Tipu" , le nom indigène de l'arbre en Bolivie et qui, dans l'état brésilien du Paraná a donné son nom à une vallée en raison de son abondance. 
Le nom populaire "palo rosa", qui s'applique également à d'autres espèces d'Amérique du Sud (comme par exemple le perobá), fait probablement allusion à la couleur rougeâtre de sa sève.
En Californie, il est appelé aussi "Yellow jacaranda" (jacaranda jaune) ou tipa blanca.

## Systématique et synonymes
- Tipuana tipa
- Tipuana speciosa

Certains botanistes placent Vatairea heteroptera dans le genre Tipuana.

## Description

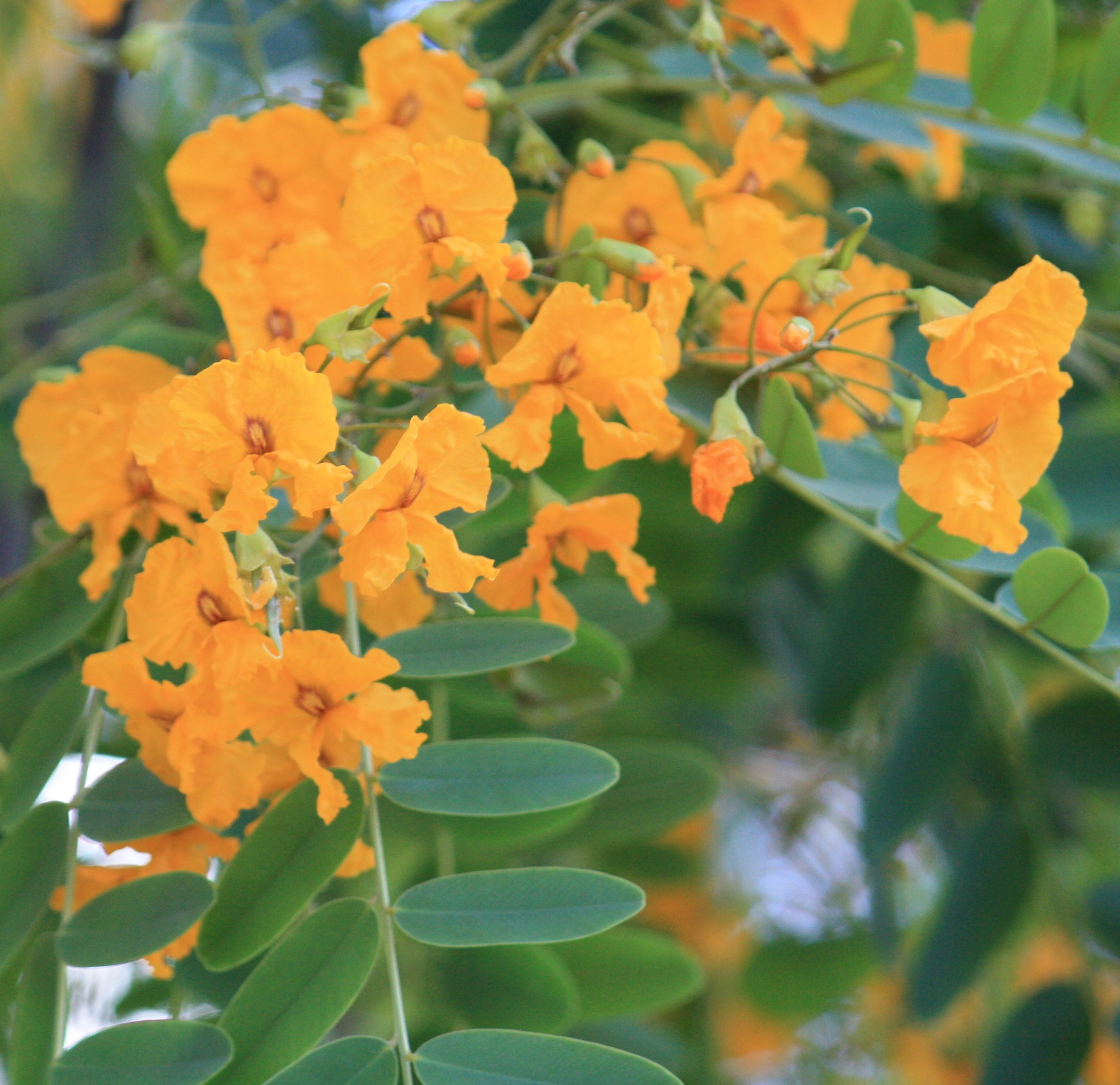
Fleurs et feuilles.

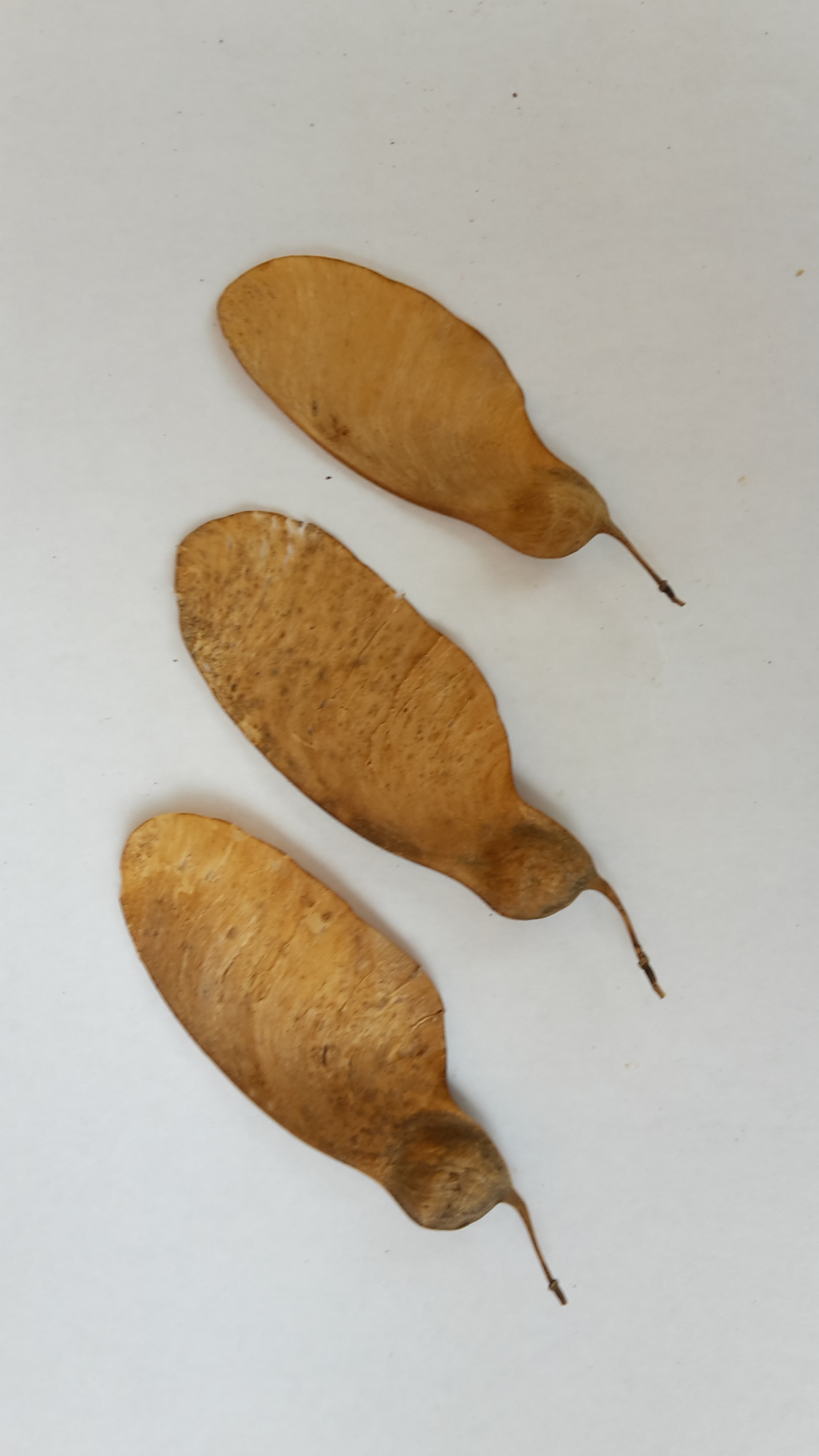
Fruits de Tipuana tipu, ayant la particularité d'être des samares.

C'est un arbre à croissance rapide qui peut atteindre 15 à 30 mètres de hauteur. Il ressemble à un robinier mais n'a pas d'épine. Il est apprécié pour son ombrage et comme arbre ornemental.
Il a une écorce grisâtre et fissurée et une cime très parasolée et très ramifiée fournissant un excellent ombrage.
Son feuillage semi-persistant (selon l'endroit où il est cultivé) est composé de feuilles composées imparipennées, alternes et vert foncé. Les folioles d'environ 3-4 cm de long sont ovales et dentées.
Tipuana tipu fleurit en été, produisant des grappes de fleurs papilionacées jaune vif, avec une tache orange à la base du pétale supérieur. Les fleurs mesurent jusqu'à 2,2 cm de diamètre. Elles sont mellifères et attirent les abeilles.
Le fruit, ressemblant à une samare brun clair à maturité, est une gousse dure avec une graine ovoïde à une extrémité. Grâce à son ailette, elle se dissémine largement du milieu de l'hiver jusqu'au printemps.

## Utilisation

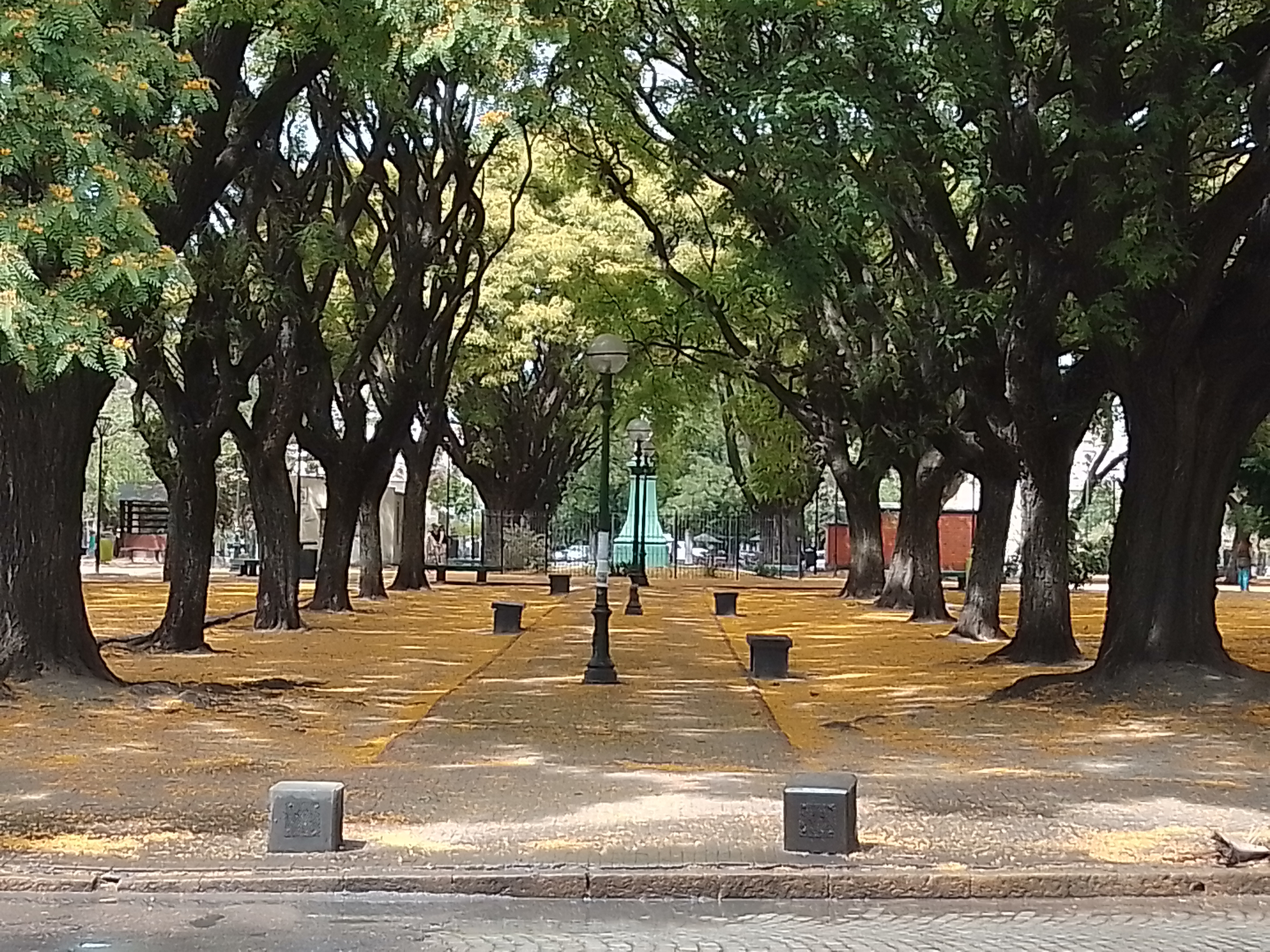
Place plantée de tipas à Plaza Matheu, La Plata.

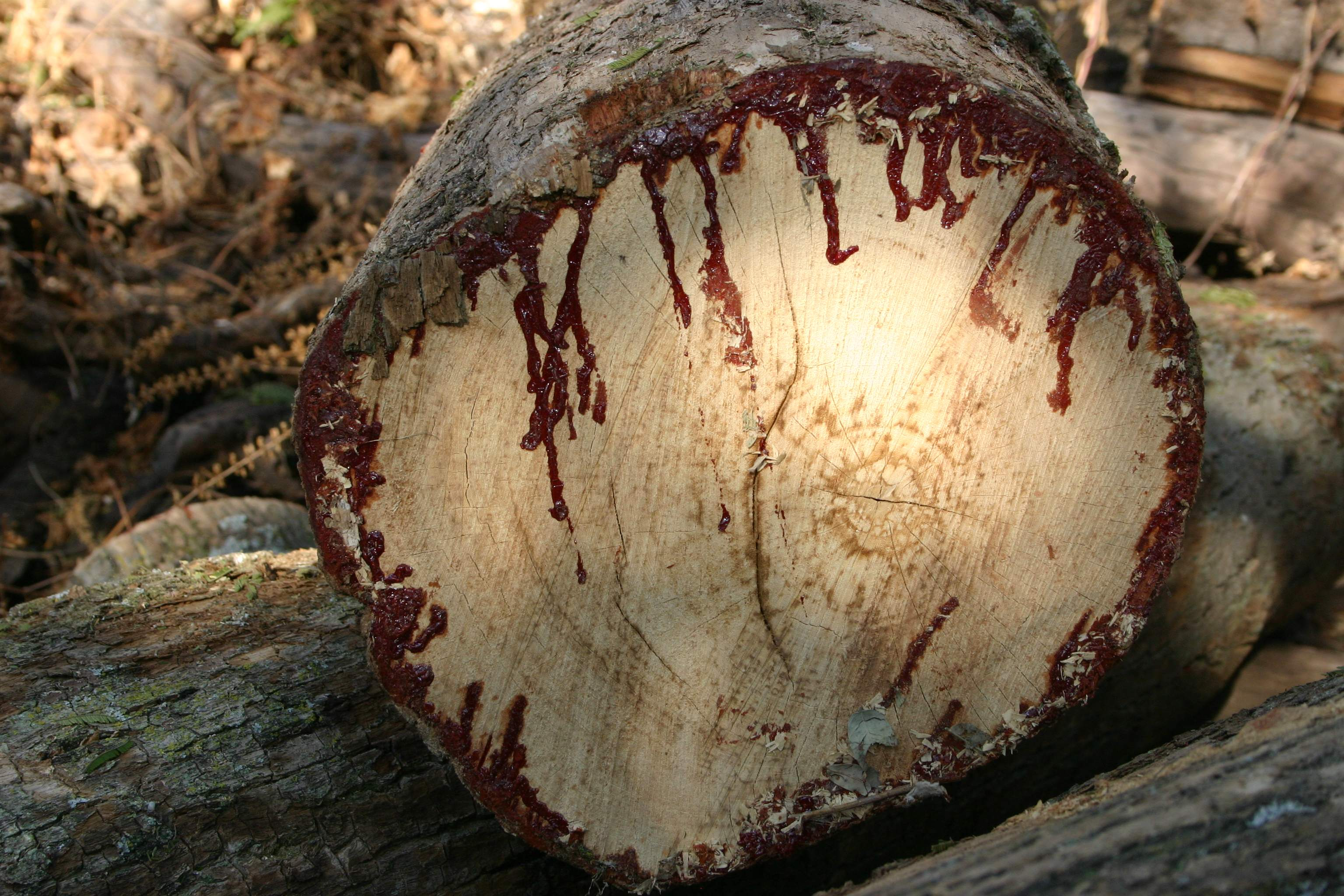
Les grumes coupées suintent de la résine rouge sang.

Le Tipuana tipu est un arbre utile dans les zones urbaines pour sa résistance à la pollution atmosphérique et à la sécheresse. En outre, c'est une espèce mellifère apprécié pour son ombrage et sa beauté en raison de ses fleurs jaunes en grappes. En Argentine à la fin du XIXe siècle et au début du XXe siècle, Carlos Thays a répandu l'utilisation de cet arbre pour la décoration des parcs, des promenades, des avenues et des boulevards des principales villes.
Il est également cultivé pour son bois tendre jaunâtre léger, peu résistant et facile à travailler en menuiserie pour la fabrication de meubles ou d'emballages, en bois de chauffage et pour la production de pâte à papier.
Feuillage et fruits sont utilisés accessoirement en Australie pour nourrir le bétail.
Grâce à son important système racinaire, il peut servir de fixateur de sols érodés. Comme plante fixatrice d'azote, le Tipuana enrichit également les sols.

## Culture
Tipuana tipu se multiplie par semis sans difficulté, les traitements préalables ne sont pas indispensables.
Il aime le soleil et tolère les conditions les plus variées, il pousse vite et supporte assez bien la taille.
Il faut former la croix assez haut pour éviter que ses longues branches ne pendent au sol.
Ses racines sont agressives, il n'est donc pas recommandé de le planter près des bâtiments ou sur des zones pavées.

## Conservation
Tipuana tipu est une espèce commune et répandue dans son habitat naturel en Amérique du Sud et ne fait pas l'objet de préoccupations majeures en matière de conservation. Cependant, il peut être menacé dans certaines zones en raison de la déforestation et de la perte d'habitat

## Espèce invasive
Tipuana tipu est considérée comme une espèce invasive dans certains pays (inscrite comme espèce envahissante de catégorie 3 en Afrique du Sud) et est connue pour avoir un système racinaire très agressif. Les racines des arbres peuvent facilement soulever le béton et l'asphalte. Des précautions doivent être prises lors de la plantation à proximité de bâtiments, de maisons ou de piscines, car ils sont susceptibles d'être endommagés. Les dommages peuvent parfois être évités en creusant des tranchées près de la structure jusqu'à une profondeur d'environ 1 mètre et en remplissant la tranchée avec des gravats de construction ou en doublant la tranchée avec des feuilles de plastique épaisses ou des tôles de toiture ondulées.